# Kasba Lake
Der Kasba Lake ist ein See an der Grenze zwischen den Nordwest-Territorien, in denen der Großteil der Seefläche liegt, und Nunavut in Kanada. 

## Lage
Der Kasba Lake liegt in einer Tundralandschaft im Norden Kanadas, etwa 400 km westlich der Hudson Bay. Die Wasserfläche beträgt 1317 km², die Gesamtfläche einschließlich Inseln beträgt 1341 km². Der See liegt auf 336 m über Meereshöhe. Der Kazan River, ein Nebenfluss des Thelon River, hat in dem See seinen Ursprung und entwässert ihn zum benachbarten östlich gelegenen See Ennadai Lake.